# Rusko na Hopmanově poháru
Rusko na Hopmanově poháru startovalo osmkrát, poprvé ve třináctém ročníku 2001.
Před zánikem Sovětského svazu v roce 1991 reprezentovali ruští tenisté tento státní útvar, který v soutěži startoval v letech 1990 a 1991. V roce 1992 pak bylo Rusko součástí týmu Společenství nezávislých států, na němž participovaly také Ukrajina, Kazachstán a Uzbekistán.
Nejlepším výsledkem ruských tenistů je zisk titulu v roce 2007 ve složení Naděžda Petrovová a Dmitrij Tursunov. Do finále se pak v roce 2009 probojovali sourozenci Dinara Safinová a Marat Safin.
Poprvé od roku 2010, a premiérově v perthské aréně, se ruský pár představil na Hopman Cupu 2018, kde debutovali Anastasija Pavljučenkovová s Karenem Chačanovem. V základní skupině obsadili konečné třetí místo po výhře nad Japonskem a porážkách od Spojených států i celkového šampiona Švýcarska.

## Tenisté
Tabulka uvádí seznam ruských tenistů, kteří reprezentovali stát na Hopmanově poháru.
| Jméno                      | Celkem V/P | Dvouhra V/P | Čtyřhra V/P | Poprvé | Počet startů |
| Igor Andrejev              | 2–4        | 1–2         | 1–2         | 2010   | 1            |
| Jelena Dementěvová         | 3–3        | 2–1         | 1–2         | 2010   | 1            |
| Karen Chačanov             | 3–3        | 1–2         | 2–1         | 2018   | 1            |
| Světlana Kuzněcovová       | 4–2        | 3–0         | 1–2         | 2006   | 1            |
| Jelena Lichovcevová        | 2–4        | 0–3         | 2–1         | 2001   | 1            |
| Anastasija Myskinová       | 1–5        | 4–2         | 0–6         | 2004   | 2            |
| Anastasija Pavljučenkovová | 2–4        | 0–3         | 2–1         | 2018   | 1            |
| Naděžda Petrovová          | 6–1        | 3–1         | 3–0         | 2007   | 1            |
| Marat Safin                | 9–15       | 5–7         | 4–8         | 2001   | 4            |
| Dinara Safinová            | 5–2        | 3–1         | 2–1         | 2009   | 1            |
| Jurij Ščukin               | 1–5        | 0–3         | 1–2         | 2006   | 1            |
| Dmitrij Tursunov           | 5–2        | 2–2         | 3–0         | 2007   | 1            |

- V/P – výhry/prohry

## Výsledky
| Rok    | Fáze soutěže     | Místo konání         | Soupeř              | Výsledek | Stav   |
| ------ | ---------------- | -------------------- | ------------------- | -------- | ------ |
| 2001   | základní skupina | Burswood Dome, Perth | Belgie              | 1–2      | prohra |
| 2001   | základní skupina | Burswood Dome, Perth | Spojené státy       | 1–2      | prohra |
| 2001   | základní skupina | Burswood Dome, Perth | Slovensko           | 2–1      | výhra  |
| 2004   | základní skupina | Burswood Dome, Perth | Francie             | 1–2      | prohra |
| 2004   | základní skupina | Burswood Dome, Perth | Česko               | 2–1      | výhra  |
| 2004   | základní skupina | Burswood Dome, Perth | Spojené státy       | 0–3      | prohra |
| 2005   | základní skupina | Burswood Dome, Perth | Německo             | 1–2      | prohra |
| 2005   | základní skupina | Burswood Dome, Perth | Argentina           | 1–2      | prohra |
| 2005   | základní skupina | Burswood Dome, Perth | Itálie              | 1–2      | prohra |
| 2006   | základní skupina | Burswood Dome, Perth | Spojené státy       | 1–2      | prohra |
| 2006   | základní skupina | Burswood Dome, Perth | Švédsko             | 2–1      | výhra  |
| 2006   | základní skupina | Burswood Dome, Perth | Srbsko a Černá Hora | 1–2      | prohra |
| 20071) | základní skupina | Burswood Dome, Perth | Austrálie           | 1–2      | prohra |
| 20071) | základní skupina | Burswood Dome, Perth | Spojené státy       | 2–1      | výhra  |
| 20071) | základní skupina | Burswood Dome, Perth | Francie             | 3–0      | výhra  |
| 20071) | finále           | Burswood Dome, Perth | Španělsko           | 2–0      | výhra  |
| 20092) | základní skupina | Burswood Dome, Perth | Itálie              | 2–1      | výhra  |
| 20092) | základní skupina | Burswood Dome, Perth | Tchaj-wan           | 2–1      | výhra  |
| 20092) | základní skupina | Burswood Dome, Perth | Francie             | 2–1      | výhra  |
| 20092) | finále           | Burswood Dome, Perth | Slovensko           | 0–2      | prohra |
| 2010   | základní skupina | Burswood Dome, Perth | Německo             | 2–1      | výhra  |
| 2010   | základní skupina | Burswood Dome, Perth | Kazachstán          | 1–2      | prohra |
| 2010   | základní skupina | Burswood Dome, Perth | Velká Británie      | 1–2      | prohra |
| 2018   | základní skupina | Perth Arena, Perth   | Spojené státy       | 1–2      | prohra |
| 2018   | základní skupina | Perth Arena, Perth   | Švýcarsko           | 0–3      | prohra |
| 2018   | základní skupina | Perth Arena, Perth   | Japonsko            | 2–1      | výhra  |

1) Smíšená čtyřhra ve finále proti Španělsku nebyla hrána pro rozhodnutý stav mezistátního utkání.

2) Smíšená čtyřhra ve finále proti Slovensku nebyla hrána pro rozhodnutý stav mezistátního utkání.